# Songino Chairchan (Distrikt)
Songino Chairchan (mongolisch Сонгинохайрхан, Сонгинохайрхан дүүрэг ᠰᠣᠩᠭᠢᠨ
᠎ᠠᠪᠠᠬᠠᠶᠢᠷᠬᠠᠨ
ᠲᠡᠭᠦᠷᠭᠡ) ist einer der neun Düüregs (Distrikte) der mongolischen Hauptstadt Ulaanbaatar. Er ist unterteilt in 32 Khoroos (Subdistrikte); diese sind durchnummeriert. 2008 hatte der Distrikt etwa 220.295 Einwohner.

## Geographie

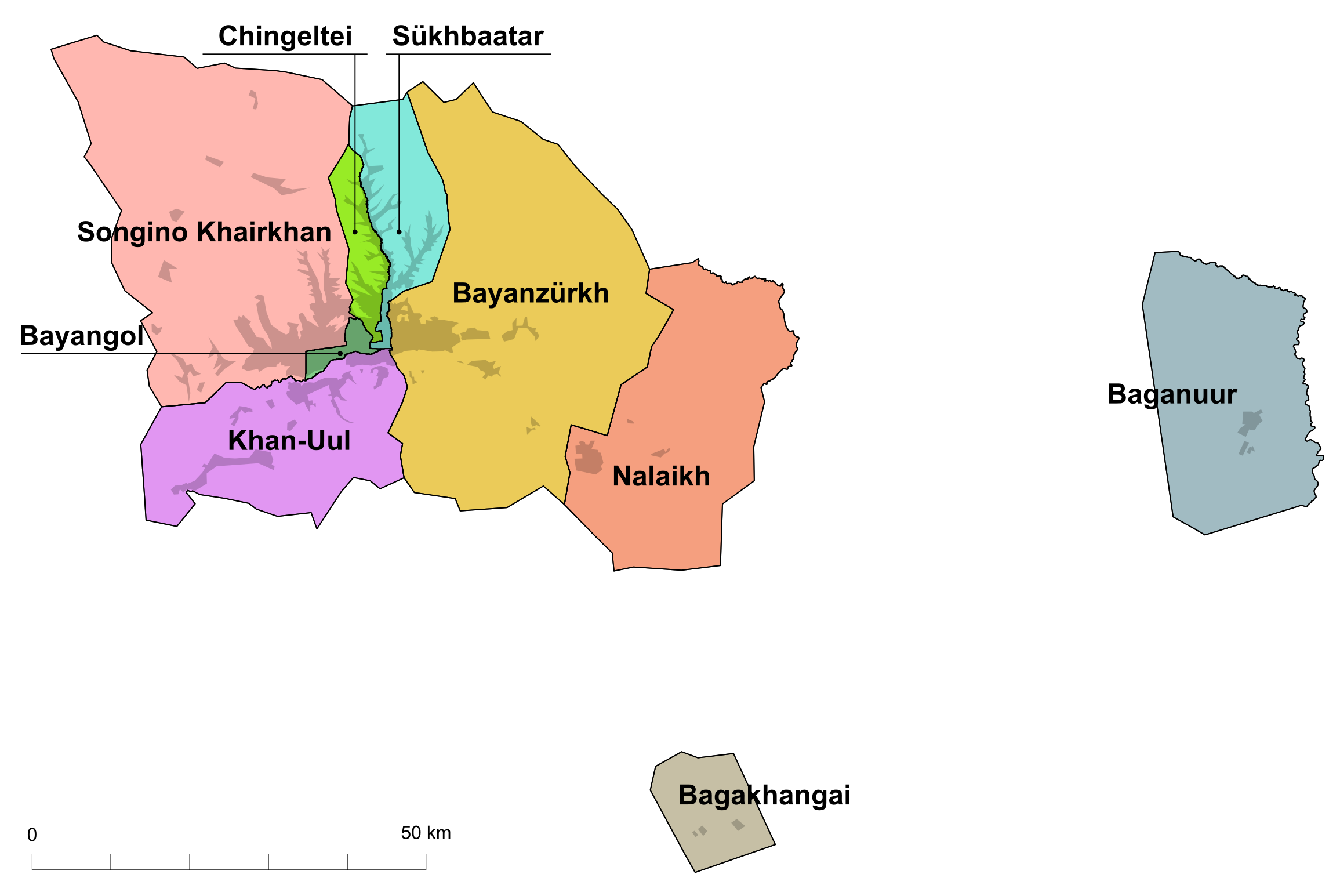
Distrikte der Hauptstadt Ulaanbaatar

Der Distrikt umfasst eine Fläche von ca. 200,6 km². Er ist der westlichste der Hauptstadtdistrikte und zieht sich weit nach Nordwesten. Er grenzt im Süden an Khan Uul und im Osten an Chingeltei, Süchbaatar und Bajangol, das Zentrum der Stadt. Er liegt am Fuß des Berges Songino Chairchan Uul, nach dem er auch benannt ist.

## Choroodin
Die Subdistrikte sind:
| Chоrоо | Landmarken |
| ------ | --- |
| 1      | Толгойт 42-р дунд сургуулиас зүүн гар тийш Open Ground хүртэл Tolgoit 42-r dund surguulias dsüün gar tiisch Open Ground chürtel                                                                                |
| 2      | Толгойт 42-р дунд сургуулиас баруун гар тийш Tolgoit 42-r dund surguulias baruun gar tiisch |
| 3      | Толгойт 65-р дунд сургуулиас баруун гар тийш Tolgoit 65-r dund surguulias baruun gar tiisch |
| 4      | Толгойт 65-р дунд сургуулиас зүүн гар тийш "Чингис СООСЭ" дотуур байрнаас урагш Tolgoit 65-r dund surguulias dsüün gar tiisch "Tschingis SOOSE" dotuur bairnaas uragsch                                        |
| 5      | Сонгино хайрхан дүүрэг Songino chairchan düüreg |
| 6      | Ханын материал 21-р хороолол автобусны буудлаас урагш Chanyn matjerial 21-r choroolol awtobusny buudlaas uragsch                                                                                               |
| 7      | Баянхошуу Амар агент "Хилчин" маркетын урд талын зам дагуу Bajanchoschuu Amar agjent "Chiltschin" markjetyn urd talyn dsam daguu                                                                               |
| 8      | Баянхошуу Bajanchoschuu |
| 9      | Bajanchoschuu |
| 10     | Bajanchoschuu |
| 11     | Bajanchoschuu |
| 12     | 1-р хороолол Саппоро 1-r choroolol Sapporo |
| 13     | 1-р хороолол 8-11-р байр 1-r choroolol 8-11-r bair |
| 14     | 1-р хороолол Цамбагарав, "Соёмбо" кино театр 1-r choroolol Tsambagaraw, "Sojombo" kino tjeatr |
| 15     | 1-r choroolol 19-23-r bair |
| 16     | 1-р хороолол "Титэм" худалдааны төв 1-r choroolol "Titem" chudaldaany töw |
| 17     | 1-r choroolol 32-34-r bair |
| 18     | 21-р хороолол Ddish tv-гээс баруун гар тийш, "Мандах бүртгэл" дээд сургууль, "Сансар" худалдааны төв 21-r choroolol Ddish tv-gees baruun gar tiisch, "Mandach bürtgel" deed surguulj, "Sansar" chudaldaany töw |
| 19     | 21-р хороолол "Чингис СООСЭ" дотуур байр, "Цахилгаан тээвэр" компани, Троллейбусны депо 21-r choroolol "Tschingis SOOSE" dotuur bair, "Tsachilgaan teewer" kompani, Trolljeibusny djepo                        |
| 20     | Орбит, Шинэ цэргийн хотхон Orbit, Schine tsergiin chotchon |
| 21     | Жаргалант тосгоны төв Dschargalant tosgony töw |
| 22     | Толгойт Tolgoit |
| 23     | "Хангай" зах "Changai" dsach |
| 24     | Баруун салаа Baruun salaa |
| 25     | Зүүн салаа Dsüün salaa |
| 26     | Tolgoit |
| 27     | Орчлон хороолол Ortschlon choroolol |
| 28     | Bajanchoschuu |
| 29     | Москва хороолол Moskwa choroolol |
| 30     | 1-р хорооллын арын дэнж 1-r choroollyn aryn dendsch |
| 31     | 1-r choroollyn aryn dendsch |
| 32     | Баруун түрүү Baruun türüü |